# Dolichocoxys rossica
Dolichocoxys rossica là một loài ruồi trong họ Tachinidae.